# Мустафаев, Нури
Аджи Нури Мустафаев  (укр. Нурі Мустафаєв; 14 февраля 1931, Биюк-Озенбаш, Крымская АССР — 28 марта 2011, Симферополь) — крымскотатарский религиозный и общественный деятель. Муфтий мусульман Крыма (1994—1999).

## Биография
Родился 14 февраля 1931 года в селе Биюк-Озенбаш Бахчисарайского района. Отец Нури был муллой, скончался в 1945 году.
К началу Великой Отечественной войны Нури успел окончить три класса сельской школе Биюк-Озенбаша. В 1943 году нацисты сожгли дом его родителей, обвинив их в связях с партизанами. После этого председатель мусульманского комитета Бахчисарайского района Куддус-эфенди поселил семью в селе Каралез. С приходом Красной армии в Крым семья вернулась в Биюк-Озенбаш. В ходе депортации крымских татар вместе с родителями был выселен в Узбекскую ССР в город Шахрихан.
Будучи подростком, устроился на шелковичный комбинат, где работали набожные узбеки. На комбинате приобщился к исламу, начал изучать Коран. Там проработал в течение десяти лет. В 1954 году устроился в строительную организацию. В 34 года окончил вечернюю школу, а после — Андижанский строительный техникум.
В 1968 году он продал дом и пытался вернуться в Крым, но прожив около трёх месяцев в Симферополе, переехал в посёлок Новоалексеевка Херсонской области. Работал строителем в течение 27 лет в тресте «Укрводстрой», где со временем стал прорабом. Участвовал в строительстве Северо-Крымского канала и микрорайона пятиэтажных домов в Новоалексеевке. После аварии на Чернобыльской АЭС в 1986 году 59 дней участвовал в ликвидации последствий катастрофы, однако официальный статус ликвидатора не получил.
В конце 1980-х вернулся в Крым. Участвовал в строительстве мечети в селе Фонтаны недалеко от Симферополя. После окончания строительства мечети стал её имамом.
18 ноября 1995 года избран муфтием мусульман Крыма. Поскольку у него не было ни светского высшего, ни религиозного образования, он не носил титул «эфенди». Мустафаев являлся сторонником участия мусульманской общины Крыма в решении политических задач Национального движения крымских татар. Дважды совершил хадж в Мекку. В 1999 году в должности муфтия его сменил Эмирали Аблаев. В 2000 году вместе с писателем Идрисом Асаниным стал одним из основателей общественной организации «Азизлер», которая занималась памятниками культуры крымских татар. На собственные средства издал четыре религиозные книги.
В 2005 году поступил на заочное отделение филологического факультета Крымского государственного инженерно-педагогического университета. Одной из причин начала учёбы стало непризнание его знаний и трудов другими исламскими деятелями. Поступив в вуз в 74-летнем возрасте, он стал самым пожилым студентом Украины. В 2010 году окончил бакалавриат и поступил в магистратуру КИПУ.
Скончался 28 марта 2011 года в Симферополе. Похоронен на следующий день на кладбище в микрорайоне Ак-Мечеть.

## Личная жизнь
Его первая супруга скончалась в 1993 году. Позже его супругой стала Эльмира. Воспитывал шестерых детей. Один из сыновей — Айдер Мустафаев, член Меджлиса крымскотатарского народа, делегат Курултая крымскотатарского народа.